# Jérémy Frick
Jérémy Frick (Ginevra, 8 marzo 1993) è un calciatore svizzero, portiere del Servette.

## Statistiche

### Presenze e reti nei club
Statistiche aggiornate al 18 giugno 2025.
| Stagione        | Squadra         | Campionato      | Campionato | Campionato | Coppe nazionali | Coppe nazionali | Coppe nazionali | Coppe continentali | Coppe continentali | Coppe continentali | Altre coppe | Altre coppe | Altre coppe | Totale | Totale |
| Stagione        | Squadra         | Comp            | Pres       | Reti       | Comp            | Pres            | Reti            | Comp               | Pres               | Reti               | Comp        | Pres        | Reti        | Pres   | Reti   |
| --------------- | --------------- | --------------- | ---------- | ---------- | --------------- | --------------- | --------------- | ------------------ | ------------------ | ------------------ | ----------- | ----------- | ----------- | ------ | ------ |
| 2014-2015       | Servette        | CL              | 17         | -17        | CS              | 0               | 0               |                    | -                  | -                  |             | -           | -           | 17     | -17    |
| 2015-2016       | Bienne          | CL              | 29         | -52        | CS              | 0               | 0               |                    | -                  | -                  |             | -           | -           | 29     | -52    |
| 2016-2017       | Servette        | CL              | 24         | -23        | CS              | 1               | -3              |                    | -                  | -                  |             | -           | -           | 25     | -26    |
| 2017-2018       | Servette        | CL              | 27         | -30        | CS              | 0               | 0               |                    | -                  | -                  |             | -           | -           | 27     | -30    |
| 2018-2019       | Servette        | CL              | 31         | -29        | CS              | 2               | -3              |                    | -                  | -                  |             | -           | -           | 33     | -32    |
| 2019-2020       | Servette        | SL              | 34         | -43        | CS              | 0               | 0               |                    | -                  | -                  |             | -           | -           | 34     | -43    |
| 2020-2021       | Servette        | SL              | 33         | -51        | CS              | 2               | -3              | QUEL               | 2                  | -1                 |             | -           | -           | 37     | -55    |
| 2021-2022       | Servette        | SL              | 33         | -55        | CS              | 1               | -4              | QUECL              | 2                  | -3                 |             | -           | -           | 36     | -62    |
| 2022-2023       | Servette        | SL              | 35         | -47        | CS              | 1               | -2              |                    | -                  | -                  |             | -           | -           | 36     | -49    |
| 2023-2024       | Servette        | SL              | 13         | -16        | CS              | 5               | -2              | QUCL+UEL+UECL      | 2+6+4              | -3+ -13+0          |             | -           | -           | 30     | -34    |
| 2024-2025       | Servette        | SL              | 13         | -16        | CS              | 1               | -1              | QUEL+QUECL         | 2+1                | -2+ -2             |             | -           | -           | 17     | -21    |
| Totale Servette | Totale Servette | Totale Servette | 260        | 327        |                 | 13              | -18             |                    | 19                 | -24                |             | -           | -           | 292    | -369   |
| Totale carriera | Totale carriera | Totale carriera | 289        | -379       |                 | 13              | -18             |                    | 19                 | -24                |             | -           | -           | 321    | -421   |

## Palmarès

### Club

#### Competizioni nazionali
- Challenge League: 1

Servette: 2018-2019
- Coppa Svizzera: 1

Servette: 2023-2024